# Бойкот Білорусі та Росії 2022 року
Бойкот міжнародних товарів, послуг і партнерств з Союзною державою Російської Федерації та Республіки Білорусь (РФ та РБ) 2022 року утворився через вторгнення Росії в Україну у 2022 році під час російсько-української війни. Станом на 7 листопада 2022 року, 1000 міжнародних компаній пішли з ринку Союзної держави РФ та РБ.

## Розваги
- Disney і Warner Bros. оголосили, що також призупиняють покази в кінотеатрах у Росії, включаючи випуск «Бетмена» та «Я червонію», запланований на 4 і 11 березня[1][2].
- Netflix оголосив, що не додасть до свого сервісу 20 російських пропагандистських каналів, незважаючи на вимогу робити це відповідно до російського законодавства[3].
- Європейська спілка радіомовлення і телебачення виключила Росію з участі в пісенному конкурсі Євробачення 2022, а організатори заявили, що його включення може «пошкодити репутацію конкурсу»[4][5].

## Спорт
- УЄФА, європейський керівний орган з футболу, вирішив перенести фінал Ліги чемпіонів із Санкт-Петербурга до Сен-Дені, Франція, після засідання виконавчого комітету цього органу[6][7]. Збірні Польщі, Чехії та Швеції з футболу відмовилися грати проти Росії[8]. 27 лютого ФІФА оголосила, що російські команди повинні грати як «Футбольний союз Росії», без прапорів і гімнів; до того ж, будь-які «домашні» ігри проходили б на нейтральному майданчику без уболівальників[9]. 28 лютого після критики за своє рішення[10] ФІФА, до якої приєднався УЄФА, пішла далі і на невизначений термін відсторонила російські команди від міжнародного футболу[11].
- Формула-1 скасувала Ґран-прі Росії 2022 року, а чемпіони світу Себастьян Феттель і Макс Ферстаппен назвали «неправильними» гонки в країні[12][13].
- Міжнародний олімпійський комітет закликав міжнародні спортивні федерації перенести або скасувати будь-які спортивні заходи, заплановані в Білорусі та Росії[14][15]. Він рекомендував, щоб громадяни Білорусі та Росії могли брати участь у змаганнях лише як нейтральні спортсмени або команди[16]. Міжнародний союз велосипедистів та Міжнародна федерація гімнастики були серед тих, хто діяв відповідно[17].
- Міжнародна федерація дзюдо призупинила статус президента Путіна як «почесного президента та посла Міжнародної федерації дзюдо»[18].
- Національна хокейна ліга оголосила, що призупиняє всі російські ділові відносини, призупиняє російськомовні вебсайти і не буде проводити майбутні змагання в Росії. Міжнародна федерація хокею відсторонила всі національні та клубні команди Білорусі та Росії від своїх змагань і позбавила Росії права на проведення юніорського чемпіонату світу 2023 року[16].
- Фінляндський «Йокерит» і латвійське «Динамо» Рига окремо оголосили, що обидві хокейні команди вийдуть з вищої російської Континентальної хокейної ліги[19][20][21].

## Експорт
- Українська кіберспортивна організація NAVI розірвала партнерство з російською кіберспортивною організацією ESForce. Компанії холдингу ESForce включають RuHub, Epic Esports Events, Cybersport.ru та Virtus.pro[22].
- BLAST Premier скасував майбутній відбірковий турнір для регіону СНД і заборонив російським командам відвідувати його події на «осяжне майбутнє»[23].

## Продукти харчування та напої
- У Литві, Латвії та Естонії більшість супермаркетів вилучили білоруські та російські продукти, такі як продукти харчування, напої, журнали та газети, а Coop, Rimi, Maxima та Barbora були найпомітнішими мережами супермаркетів, які приєдналися до бойкоту[24][25][26].
- У Канаді ради контролю за вживанням алкоголю в кількох провінціях, включаючи Раду контролю за вживанням алкоголю в Онтаріо[27], Société des alcools du Québec[28], Newfoundland and Labrador Liquor Corporation[29], Manitoba Liquor &amp; Lotteries Corporation[30] та компанії Nova Scotia Liquor Corporation[31] було наказано вилучити російську алкогольну продукцію з роздрібних магазинів[32]. У Канаді уряд Британської Колумбії припинив імпорт російської алкогольної продукції, а Комісія з контролю за алкогольними напоями Онтаріо оголосила про вилучення російського спиртного з усіх 679 роздрібних продавців алкогольних напоїв у межах своєї юрисдикції[33].
- У США політики в Огайо, Нью-Гемпширі та Юті наклали юридичні обмеження на продаж російського спиртного, і багато барів, ресторанів і роздрібних продавців алкогольних напоїв добровільно вилучили російські бренди зі свого вибору, а деякі підтримали українські алкогольні напої в наступному шоу. солідарності з Україною[34][35].
- Фінляндська, шведська та норвезька алкогольні монополії Alko, Systembolaget і Vinmonopolet припинили продаж російських алкогольних напоїв[36][37].
- Два основних рітейлера Фінляндії, S-Group і Kesko, і найбільша норвезька група роздрібних торговців Norgesgruppen (керує продуктовими магазинами Meny, Kiwi, Joker і Spar) прибрали російські товари зі своїх полиць[38][39].
- Fonterra, один з найбільших у світі виробників молочної продукції з Нової Зеландії, призупинив поставки всіх своїх молочних продуктів до Росії[40].
- Після кількох днів громадського тиску Coca-Cola оголосила 8 березня 2022 року, що «призупиняє свій бізнес у Росії».

## Поставки
- UPS і FedEx оголосили, що припинять поставки в Росію[41].
- Maersk і MSC, дві найбільші судноплавні компанії світу, припинили всі контейнерні перевезення в Росію[42].

## Технології
- Apple припинила продаж продукції в Росії[43].